# Anweisung zur Teutschen Orthographie

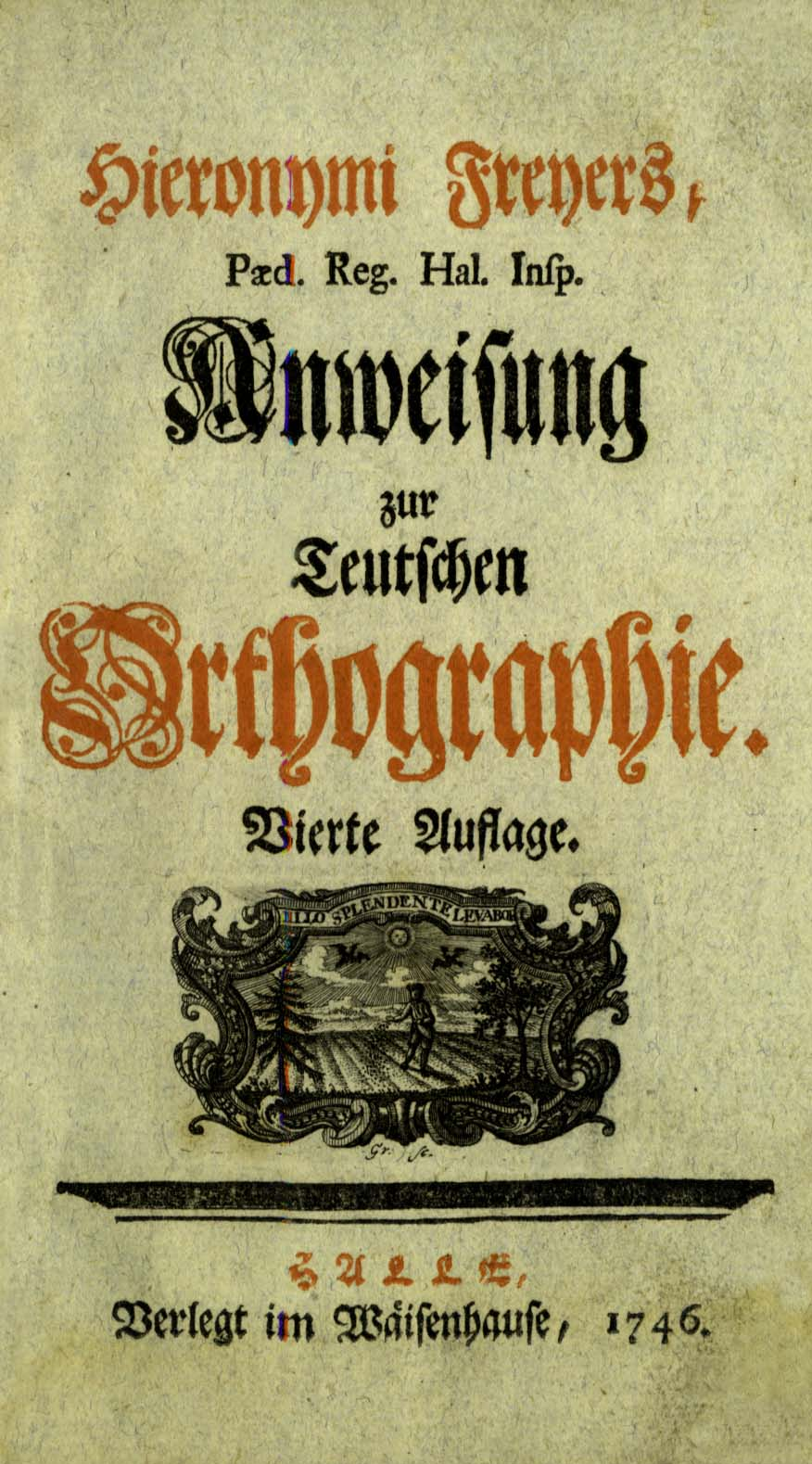
Anweisung zur Teutschen Orthographie 4. Auflage 1746

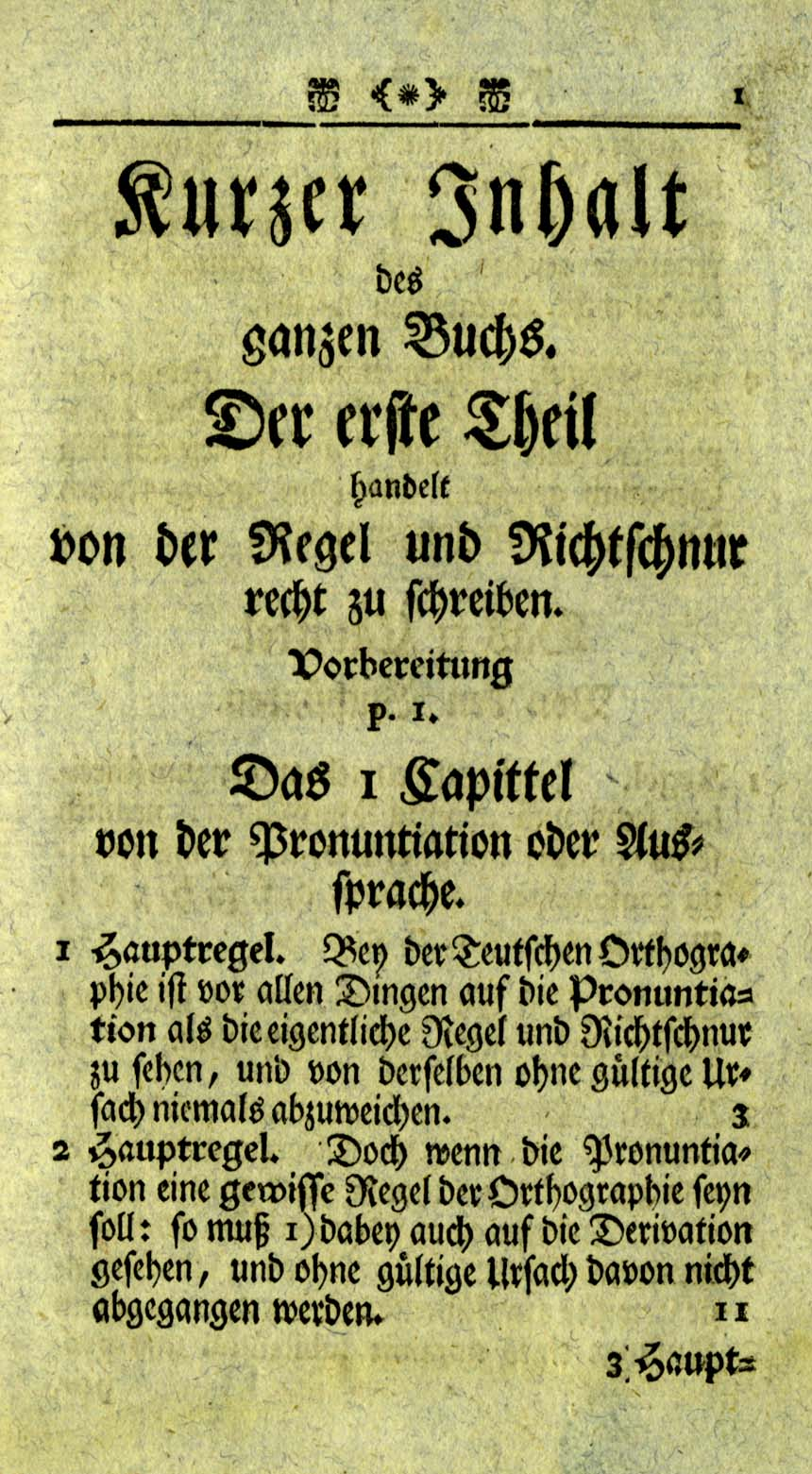
Erste Seite vom Inhaltsverzeichnis des ersten Teils

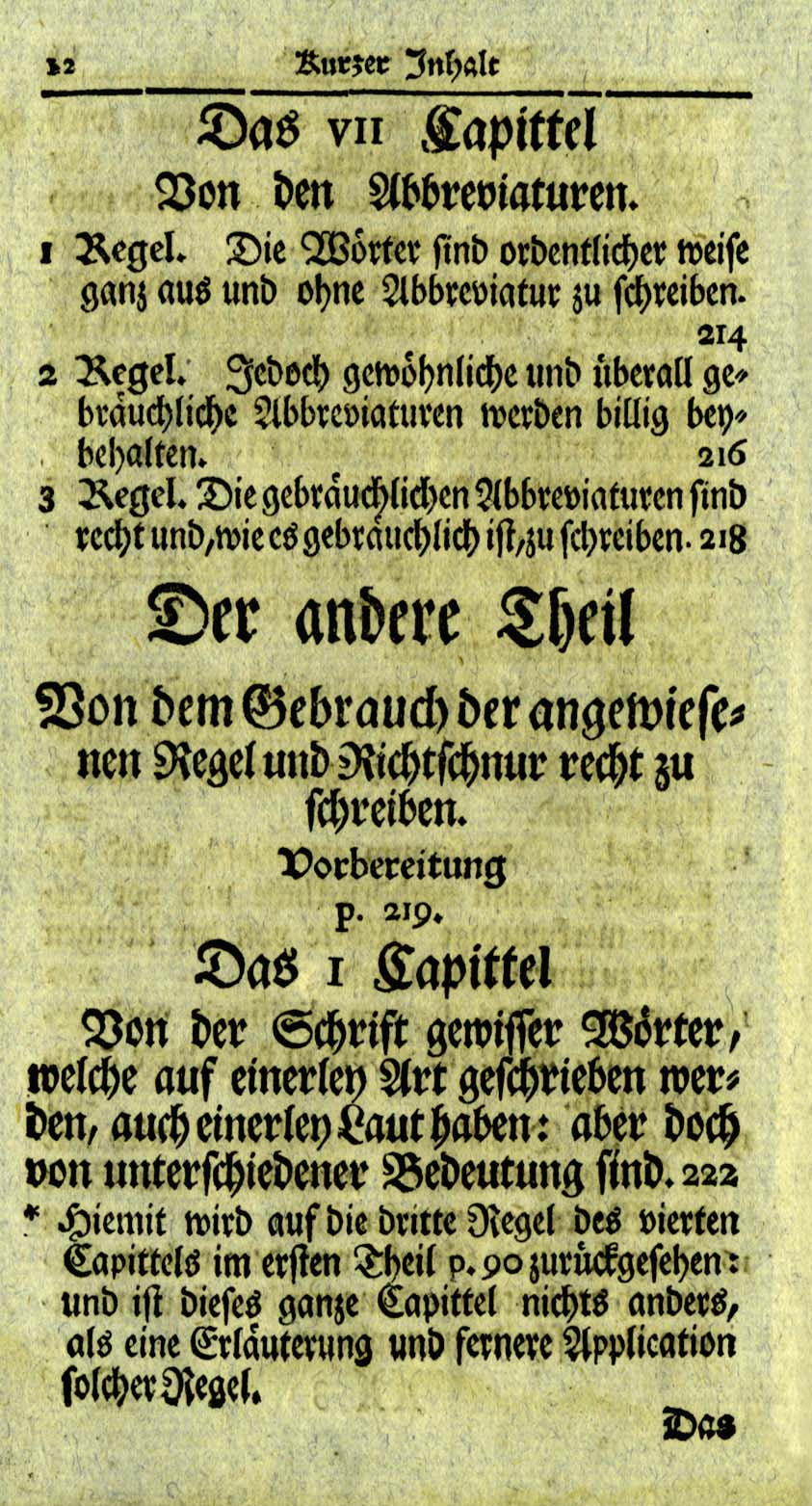
Erste Seite vom Inhaltsverzeichnis des zweiten Teils

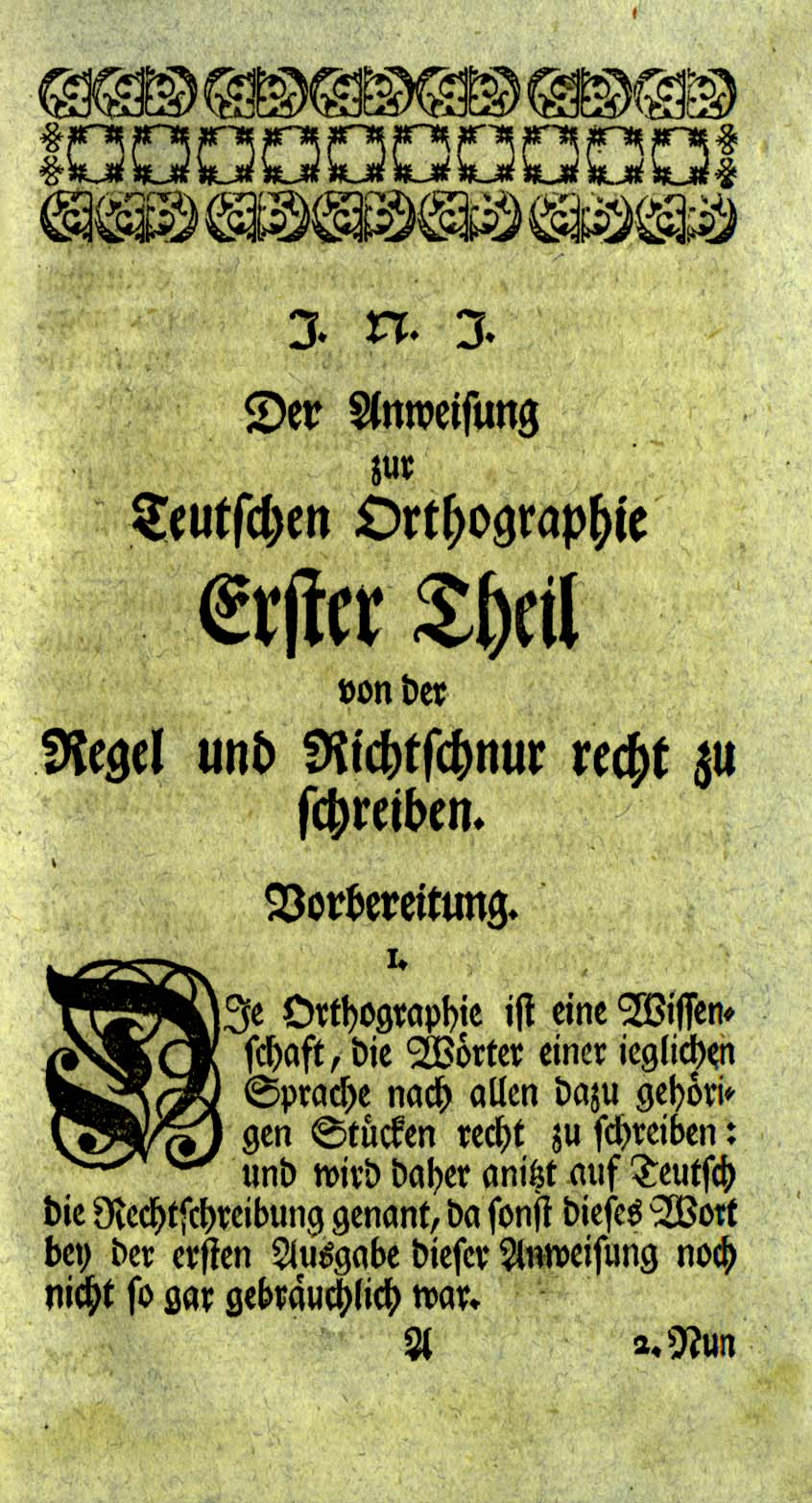
Erste Seite des ersten Teils

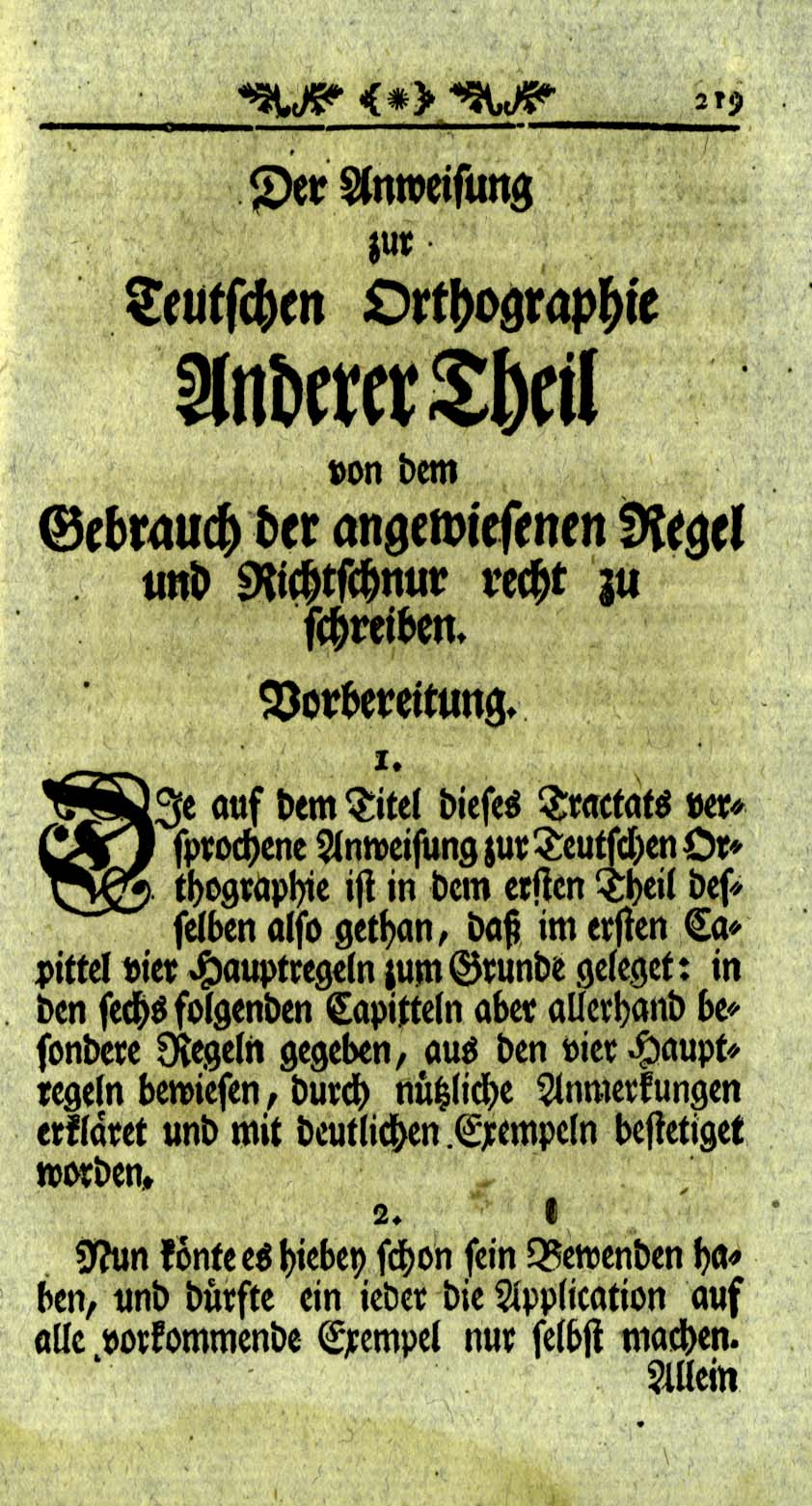
Erste Seite des zweiten Teils

Anweisung zur Teutschen Orthographie ist ein Lehrwerk von Hieronymus Freyer aus dem Jahr 1722, mit dem er das Schreiben im Unterricht der Franckeschen Anstalten vereinheitlicht hat.

## Geschichte
Hieronymus Freyer war ab 1705 Inspector des Paedagogium regium der Franckeschen Anstalten in Halle. Neben seiner Tätigkeit als Lehrer und Inspektor verfasste er halbjährlich Programme zu den Prüfungen und größere pädagogische Werke. Zu den bekanntesten Werken gehört seine Anweisung zur Teutschen Orthographie, die von 1722 bis 1746 in vier Auflagen erschienen ist. Im In- und Ausland sind 1982 von allen Auflagen insgesamt noch 57 Exemplare nachgewiesen worden.

## Inhaltsverzeichnis der 4. Auflage von 1746
- Kurzer Inhalt des ganzen Buchs. Der erste Theil handelt von der Regel und Richtschnur recht zu schreiben.
  - Das I Capittel von der Pronuntiation oder Aussprache.
  - Das II Capittel Von den Buchstaben.
  - Das III Capittel Von den Sylben.
  - Das IV Capittel Von ganzen Wörtern.
  - Das V Capittel Von der Construction.
  - Das VI Capittel Von den Unterscheidungszeichen.
  - Das VII Capittel Von den Abbreviaturen.

- Der andere Theil Von dem Gebrauch der angewiesenen Regel und Richtschnur recht zu schreiben.
  - Das I Capittel Von der Schrift gewisser Wörter, welche auf einerley Art geschrieben werden, auch einerley Laut haben: aber doch von unterschiedener Bedeutung sind.
  - Das II Capittel Von der Schrift gewisser Wörter, welche auf unterschiedene Art geschrieben werden, und von unterschiedener Bedeutung sind: aber doch einerley Laut haben.
  - Das III Capittel Von der Schrift gewisser Wörter, welche auf unterschiedene Art geschrieben werden, auch von unterschiedener Bedeutung sind: aber doch fast gleichen Laut haben.
  - Das IV Capittel Von der Schrift gewisser Wörter, bey welchen nebst der Pronuntiation noch insbesondere mit auf die Derivation zu sehen ist.
  - Das V Capittel Von der Schrift gewisser Wörter, bey welchen nebst der Pronuntiation noch insbesondere mit auf die Analogie zu sehen ist.
  - Das VI Capittel Von der Schrift gewisser Wörter, bey welchen nebst der Pronuntiation noch insbesondere mit auf den vsum zu sehen ist.
  - Das VII Capittel Von der Schrift gewisser Wörter, welche aus andern Sprachen genommen sind.

## Inhalt

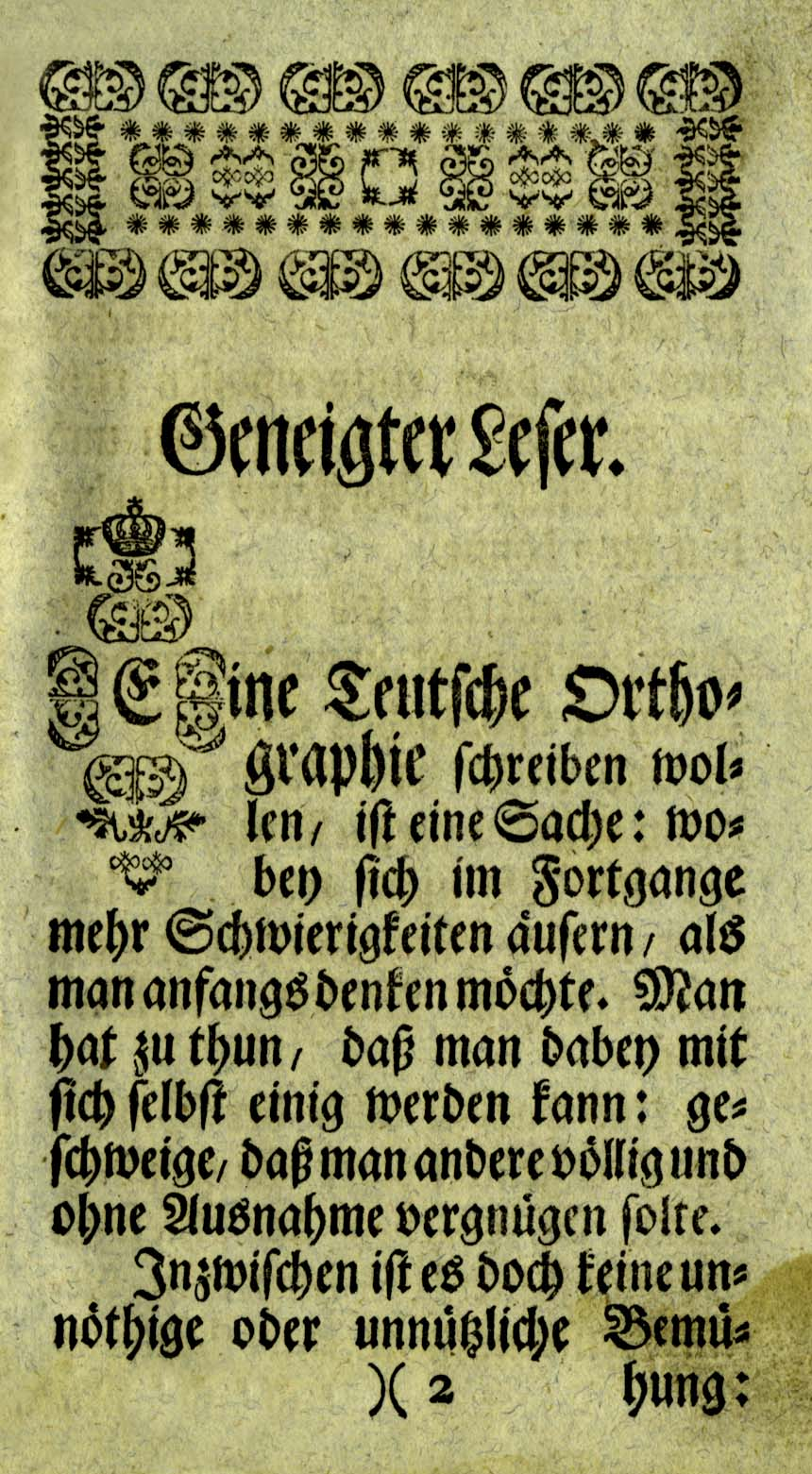
Vorwort

Das Werk hat zwei Teile und beginnt mit einem Vorwort: Geneigter Leser. Eine Teutsche Orthographie schreiben zu wollen, ist eine Sache: wobey sich im Fortgange mehr Schwierigkeiten äußern, als man anfangs denken möchte. Man hat zu thun, daß man dabey mit sich selbst einig werden kann: geschweige, daß man andere völlig und ohne Ausnahme vergnügen solte.
Der erste Teil ist nach heutigem Maßstab ein orthographisches Lehrbuch und der zweite Teil ein orthographisches Wörterbuch.
Im ersten Teil formuliert Freyer zunächst vier Hauptregeln des Schreibens: Die Beachtung der Aussprache, der Abstammung, der Analogie und des Schreibgebrauchs. Er stellt dar, in welchen Fällen die eine oder andere Regel Vorrang vor der ersten Hauptregel hat. Danach erklärt er das Alphabet, Vokale und Konsonanten, den Bau von Silben und die Silbentrennung. Es folgen Regeln für besondere Wörter: Wörter mit gleichem Klang und unterschiedlicher Bedeutung (Homophone), Wörter mit unterschiedlichem Klang und gleicher Bedeutung (Synonyme) und Fremdwörter. Im Kapitel Von der Construction werden grammatische Regeln einbezogen: Deklination, Konjugation, Kongruenz, Rektion und Parenthese. Der erste Teil schließt mit drei Regeln über Abkürzungen.
Der zweite Teil ist als Wörterbuch in alphabetischer Reihenfolge zu sehen, allerdings nach Gesichtspunkten aus dem ersten Teil aufgeteilt. Das erste und zweite Kapitel sammelt Homophone mit gleicher und unterschiedlicher Schreibweise, das dritte fast gleich klingende Wörter, das vierte nach der Ableitung geschriebene Wörter, das fünfte Wörter in analoger Schreibung, das sechste Wörter, bei denen gegen jede Regel der Schreibgebrauch den Ausschlag gibt und das siebente die Fremdwörter.
Das Buch hat einen Anhang mit einem alphabetischen Verzeichnis der gebräuchlichsten unregelmäßigen Verben und drei Register über die vornehmsten Sachen, über die unrichtigen Wörter und Constructionen und die richtigen Wörter und Constructionen.

## Wirkung
Die Anweisung zur Teutschen Orthographie nimmt in der Orthographiegeschichte eine bedeutende Stellung ein. Hieronymus Freyer hat den Schreibgebrauch erfasst, systematisiert und in Regeln ausgedrückt. Das aufgestellte System hat bis heute Gültigkeit.